# 尼克森山
83°27′S 168°48′E / 83.450°S 168.800°E
尼克森山（英語：Mount Nickerson），是南極洲的一座山峰，位於沙克爾頓海岸，處於倫諾克斯金冰川和比弗冰川之間，海拔高度1,480米，屬於毛德王后山脈的一部分，現時由南極條約體系管理。